# Mariangela Zappia
Mariangela Zappìa (Viadana, 12 agosto 1959) è una diplomatica italiana, ambasciatrice italiana negli Stati Uniti dall'11 marzo 2021.
Ambasciatrice, assume il 1º luglio 2021 il suo incarico a Washington. È stata la prima donna in Italia a rivestire questo ruolo, nonché a ricoprire la carica di Rappresentante Permanente presso il Consiglio Atlantico e presso le Nazioni Unite.

## Biografia
Originaria di Viadana, ha conseguito la Laurea in Scienze Politiche presso l’Università di Firenze nel 1981 e ha successivamente frequentato un corso annuale di specializzazione in studi diplomatici presso la stessa Università. Ha seguito corsi periodici di aggiornamento professionale presso l’Istituto diplomatico del Ministero degli Affari Esteri a Roma. Fa parte della Fondazione Italia USA.

### Carriera diplomatica
Nel 1983, a seguito del superamento dell'esame di concorso, accede alla carriera diplomatica, prestando dapprima servizio al Contenzioso Diplomatico, quindi alla Direzione Generale per gli Affari Politici presso l'Ufficio Maghreb e Medio Oriente. Nel 1986 è nominata Secondo segretario commerciale a Dakar e, l'anno successivo, è promossa Primo segretario di legazione, presso la stessa sede. Nel 1990 assume il ruolo di console aggiunto presso il Consolato Generale d'Italia a New York. Nel 1993 è promossa Consigliere di legazione; al suo rientro alla Farnesina, lavora all'Ufficio Stampa e Informazione fino al 1997, allorché è nominata Consigliere per l'emigrazione e gli affari sociali a Bruxelles. Il 2 luglio 2000 è promossa Consigliere di ambasciata. Confermata a Bruxelles con funzioni di Primo consigliere per l'emigrazione e gli affari sociali. Dal dicembre 2000 ricopre la carica di Primo consigliere presso la Rappresentanza italiana alle Nazioni Unite a New York. Dal 2003 al 2006 si è dedicata a tempo pieno alla famiglia.
Nel gennaio 2007 è nominata Capo dell'Ufficio III della DG per la Cooperazione e lo Sviluppo e, il 1º ottobre dello stesso anno, assume il ruolo di Primo consigliere della Rappresentanza italiana presso le OO.II. a Ginevra. Nel 2010 assume il rango di Ministro plenipotenziario e, operando alle dirette dipendenze del Direttore generale per l'Unione europea, è distaccata presso il SEAE in qualità di Capo Delegazione dell'UE presso le OO.II. a Ginevra. Nel giugno 2014 il Consiglio dei Ministri la nomina Ambasciatrice italiana (recte, "Rappresentante Permanente") presso il Consiglio Atlantico a Bruxelles, diventando così la prima donna a ricoprire tale prestigioso incarico diplomatico fino al 2016.
Consigliere diplomatico del Presidente del Consiglio dei Ministri della Repubblica Italiana dal marzo 2016 al luglio 2018. Le è conferito il grado di ambasciatrice nel gennaio 2017. È nominata Rappresentante Permanente d'Italia presso le Nazioni Unite a New York dal 31 luglio 2018, dopo aver svolto le funzioni di Consigliera Diplomatica e Sherpa G7 - G20 del Presidente del Consiglio dei Ministri (2016 – 2018). Dal 1º luglio 2021 è il nuovo ambasciatore italiano a Washington.
Interviene come relatrice in conferenze internazionali sulla politica estera italiana e su tematiche multilaterali e globali.

## Vita privata
È stata sposata con Denis Caillaux, conosciuto durante una missione a Dakar nel 1990. Due i figli: Claire e Christian.

## Pubblicazioni
Ha pubblicato sulla riforma del Consiglio di Sicurezza e sul contributo italiano alle operazioni di peace-keeping dell’ONU.

## Riconoscimenti
È membra dell’Advisory Board della Casa Italiana Zerilli-Marimò dell’Università di New York ed è un Honorary Trustee del Board of Trustees della Scuola Internazionale delle Nazioni Unite (UNIS). Fa inoltre parte dell’International Advisory Council del think tank International Peace Institute (IPI).
Membra attiva dell’International Gender Champions Network, che si propone di promuovere la parità di genere e la partecipazione delle donne nei processi decisionali in tutti i settori.
Nel giugno 2019 le è stata conferita la “Mela d’Oro”, riconoscimento assegnato dalla Fondazione Marisa Bellisario alle donne che si sono contraddistinte per il loro contributo, a livello nazionale e internazionale, in istituzioni pubbliche, management, scienza, economia, cultura, media e sport.